# Lolo (rivier)
De Lolo is een rivier in Gabon. 
De rivier ontspringt in het zuiden, in het Chaillugebergte op de grens met Congo. Bij de stad Koulamoutou, de hoofdplaats van de provincie Ogooué-Lolo, krijgt de rivier water van de Bouenguidi. De rivier mondt uit in de Ogooué, de grootste rivier van het land.